# Уругвайский фалоцер
Уругвайский фалоцер (лат. Phalloceros caudimaculatus) — вид живородящих лучепёрых рыб семейства пецилиевых, обитающая в Южной Америке.

## Описание
Самки достигают длины 4—5 см, самцы — 2,5—3 см. Окраска тела серо-оливковая или оливково-зелёная, непарные плавники часто желтоватые, спинной плавник самцов часто обрамлён чёрной каймой. Гоноподий самцов имеет характерный, изогнутый книзу крючок.

## Распространение
Область распространения вида охватывает территорию от Рио-де-Жанейро к югу до Уругвая, Парагвая и северо-западной Аргентины. Обитает в прудах, трясине и ручьях.

## Размножение
После 24—30-и дневного периода беременности самки рождают от 10 до 50, очень большие самки также 80, мальков длиной 5—6 мм.